# Živinice
Živinice (serbisch-kyrillisch Живинице) ist eine Stadt mit dem gleichnamigen Hauptort und Verwaltungssitz im Kanton Tuzla der Föderation Bosnien und Herzegowina.

## Geographie

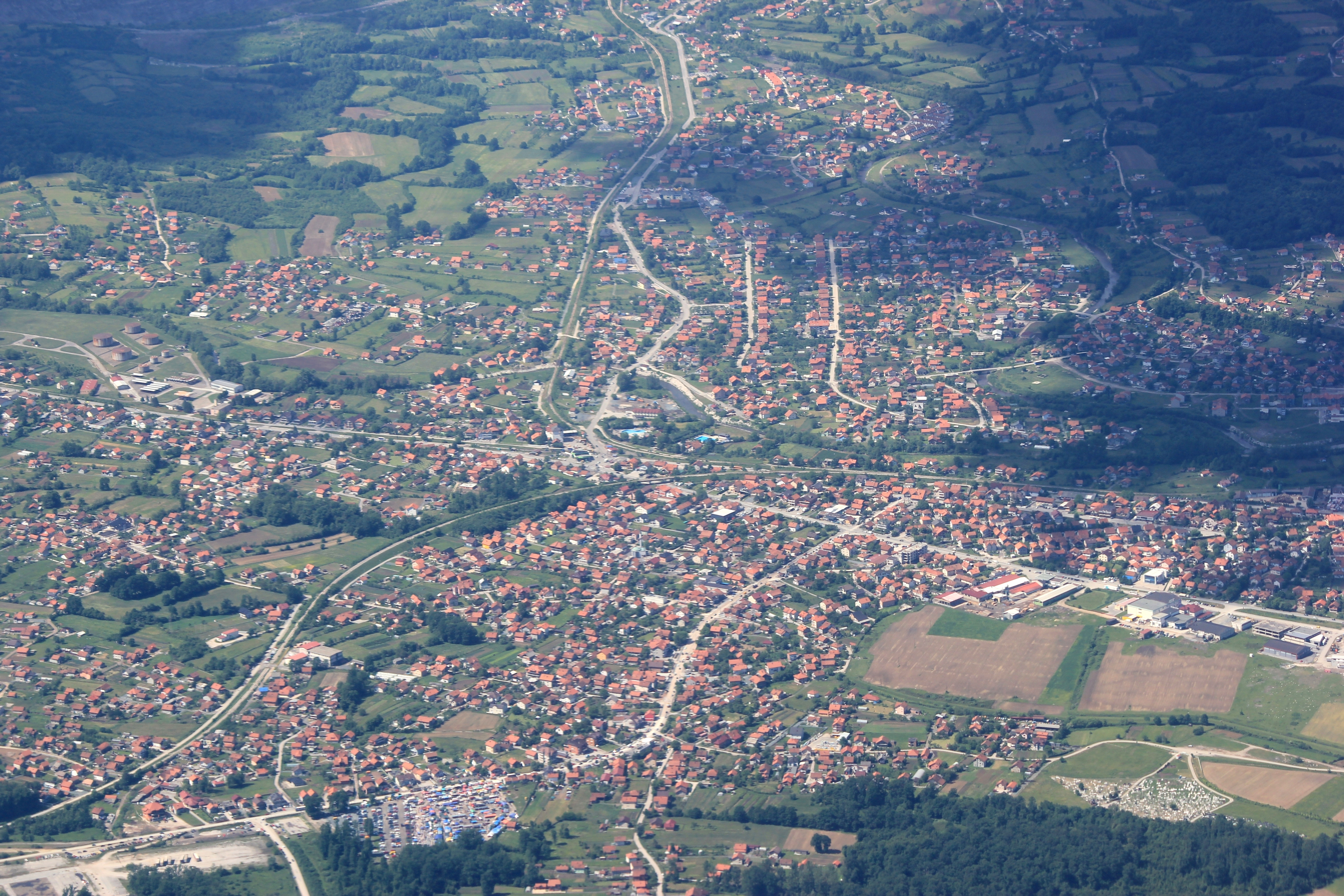
Luftbild von Živinice

Das Gebiet der Gemeinde Živinice erstreckt sich von den nördlichen Hängen des Konjuh-Gebirges bis in die Ebene des Flusses Spreča, der die Region von Osten nach Nordwesten durchfließt. Die Stadt selbst liegt an der Mündung der Gostelja in die Oskova und kurz vor deren Mündung in die Spreča auf 232 m Höhe.
Im Konjuh gibt es Steinkohle- und im weiter nordöstlich gelegenen Majevica-Gebirge Braunkohlevorkommen, die auch abgebaut werden.
Benachbarte Gemeinden sind Banovići, Kalesija, Kladanj, Lukavac und Tuzla.

## Geschichte
Der Ort Živinice entstand vermutlich erst im 18. Jahrhundert. Die Gemeinde in der heutigen Ausdehnung besteht seit 1959.
Vom Bosnienkrieg war Živinice-Stadt nur in geringem Maß betroffen. Einige Siedlungen im Osten der Gemeinde lagen dagegen direkt an der Frontlinie und wurden weitgehend zerstört.

## Bevölkerung
Bei der Volkszählung 1991 hatte die Gemeinde Živinice 54.783 Einwohner.
- Bosniaken 44.017 (80,34 %),
- Kroaten 3.976 (7,25 %),
- Serben 3.525 (6,43 %),
- Jugoslawen 2.130 (3,88 %),
- Andere 1.135 (2,07 %).

In der eigentlichen Stadt lebten 11.956 Menschen.
Die Gemeinde umfasst 30 Orte: Barice, Bašigovci, Brnjica, Djedino, Dubrave Donje, Dubrave Gornje, Dunajevići, Đurđevik, Gračanica, Kovači, Kršići, Kuljan, Lukavica Donja, Lukavica Gornja, Odorovići, Priluk, Spreča, Suha, Svojat, Šerići, Tupković Donji, Tupković Gornji, Višća Donja, Višća Gornja, Sarenjak, Vrnojevići, Zelenika, Zukići, Živinice, Živinice Donje und Živinice Gornje.

## Wirtschaft
Bei Višća Donja im südwestlichen Teil der Gemeinde wird Steinkohle im Tagebau abgebaut. Außer der Kohleförderung ist vor allem die Forstwirtschaft und Holzverarbeitung mit der Möbelfabrik „Konjuh“ von Bedeutung.

## Verkehr
Durch Živinice verläuft die Magistralstraße M18, die Tuzla mit Sarajevo verbindet. Das Gebiet besitzt mehrere Eisenbahnanschlüsse, die ausschließlich dem Güterverkehr dienen.
Im Norden der Gemeinde liegt der Flughafen Tuzla, der aus dem alten Militärflugplatz Dubrave hervorgegangen ist.

## Persönlichkeiten
- Božo Žepić (* 1938), Soziologe und Rechtswissenschaftler
- Dragan Perić (* 1964), Leichtathlet
- Boris Živković (* 1975), Fußballspieler
- Elvir Rahimić (* 1976), Fußballspieler
- Jasmin Fejzić (* 1986), Fußballspieler
- Jusuf Nurkić (* 1994), Basketballspieler

## Sport
- NK Slaven Živinice, Fußballverein